# ロストック中央駅

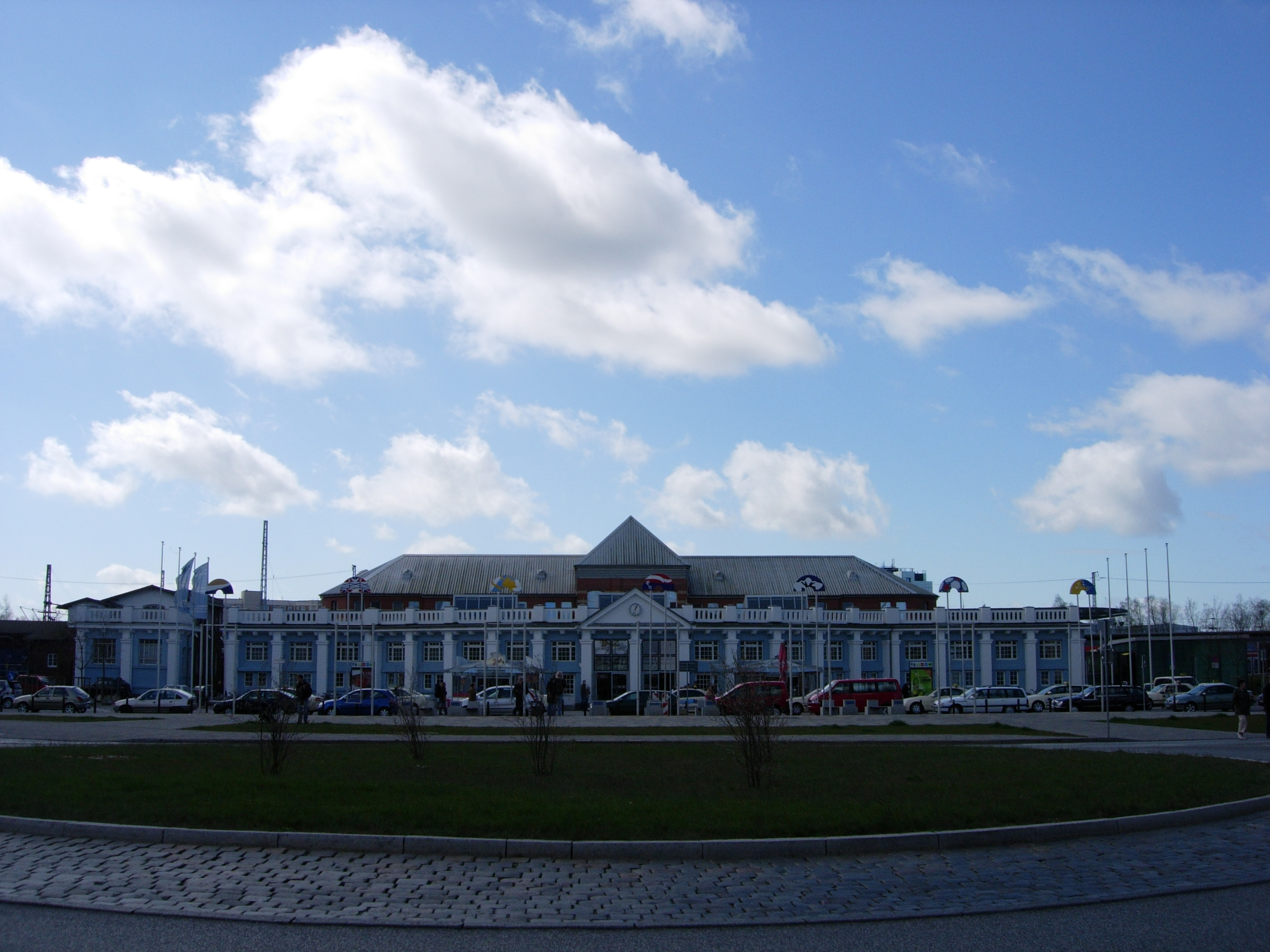
ロストック中央駅北側駅舎

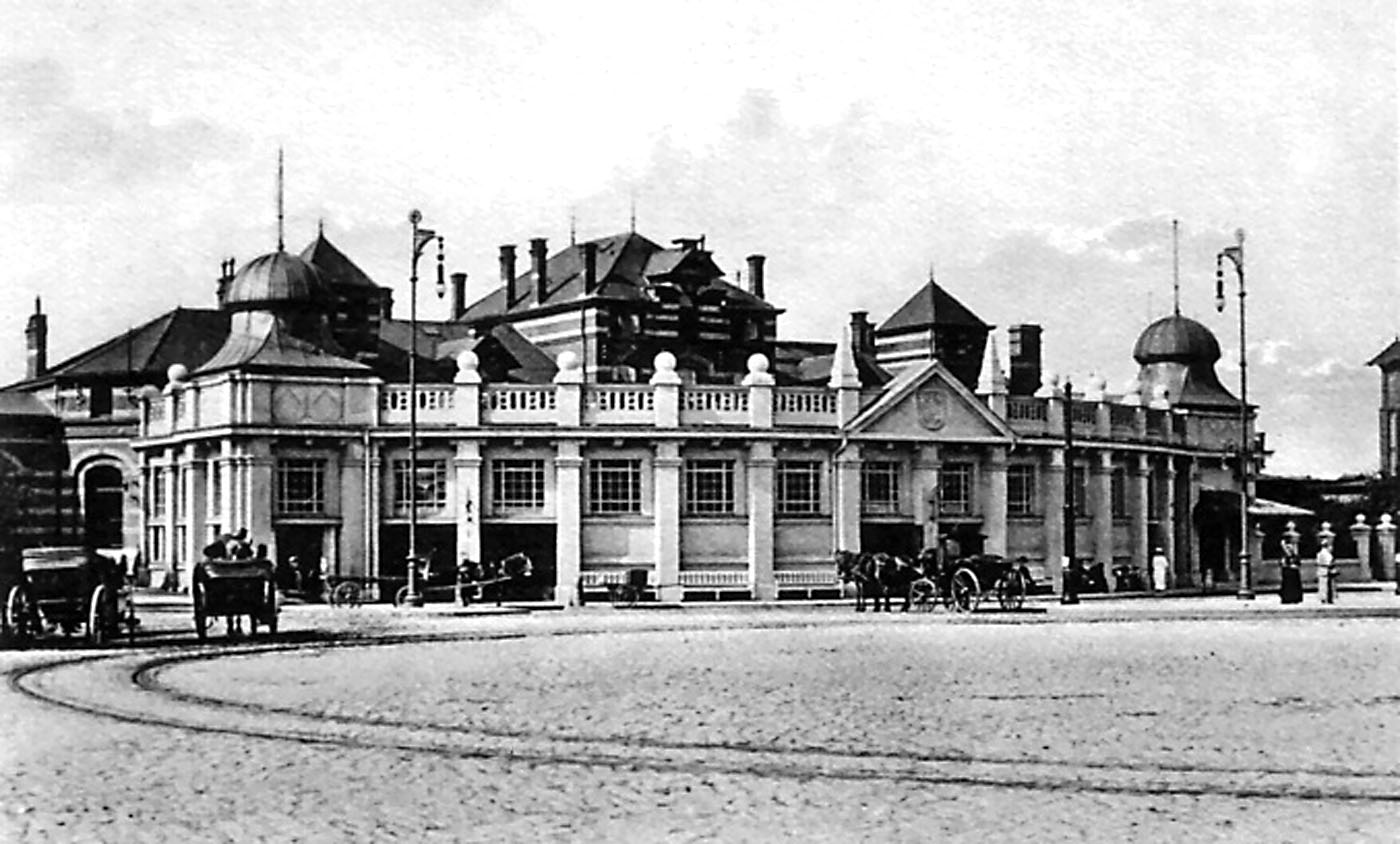
1920年当時のロストック中央駅（北側駅舎）

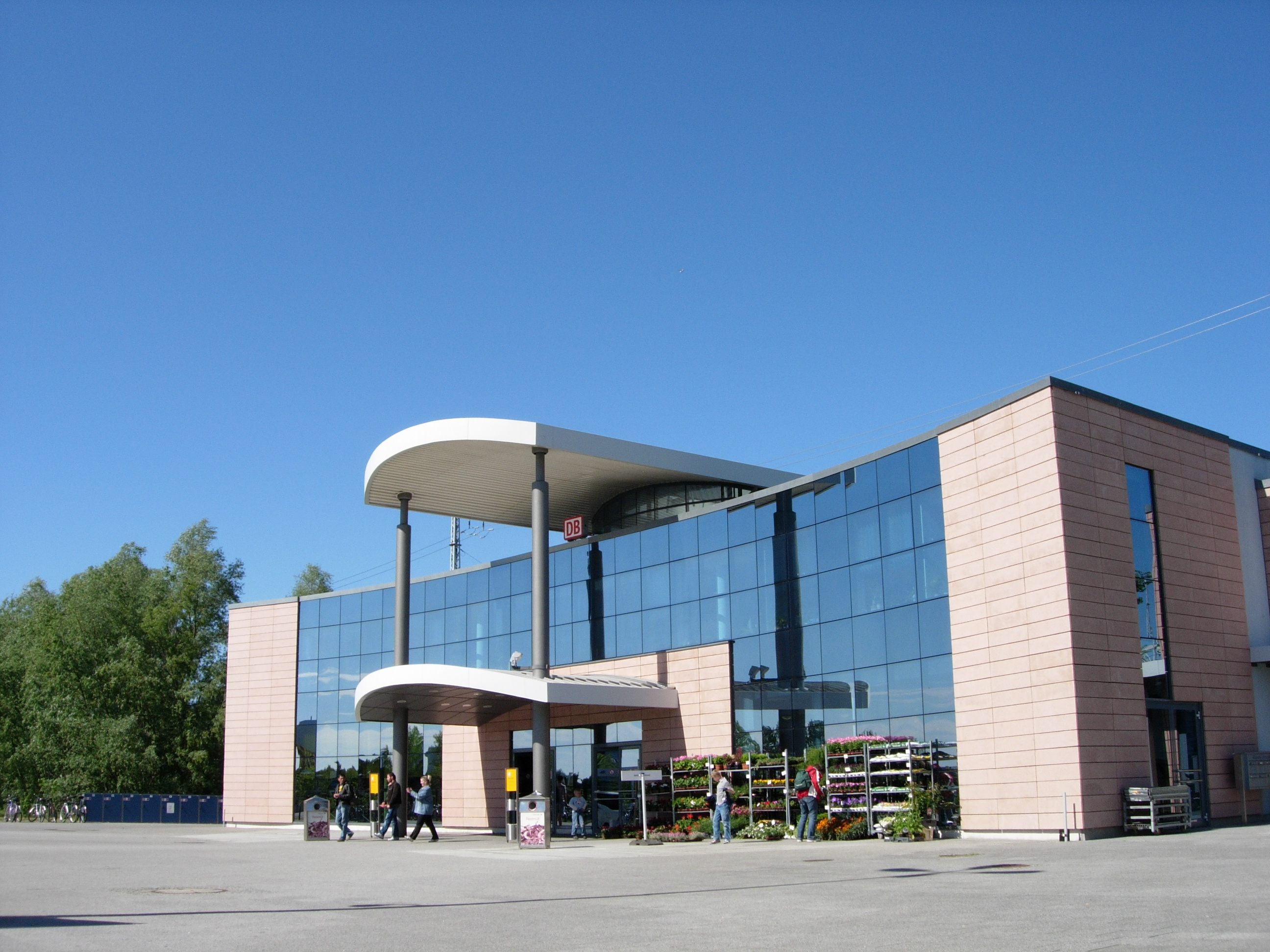
南側駅舎

ロストック中央駅(ロストックちゅうおうえき、Rostock Hauptbahnhof)はドイツ連邦共和国メクレンブルク＝フォアポンメルン州ロストック市にあるドイツ鉄道の駅。Steintor-Vorstadtの南西、繁華街までは徒歩約10分の距離に位置する。南口には中央バスターミナル(Zentraler Omnibus-Bahnhof)がある。

## 歴史
1886年Deutsch-Nordischen-Lloyd（鉄道・汽船運行会社）により建設され、ロイド駅(Lloyd-Bahnhof) として営業を開始する。設計はKarl Korff。1894年の国営化に伴いCentral-Bahnhof に名称変更。20世紀の到来とともに現在名となる。
1999年から2003年にかけて大幅な改修を受ける。北側駅舎の内部は一新され、ホームの地下1階部分には北口と南口とを結ぶ広大な通路が作られ、地下2階部分には路面電車の発着ホーム、そして南口に全く新しい駅舎が完成した。これにより、乗り換えが格段にスムーズになった。この改修に伴いプラットホームの番号も改変された。

## 遠距離交通網
- ICE
- インターシティ

遠距離交通の直行便はマクデブルク、ハレ、 ライプツィヒ、ビンツ(Binz)、ハノーファー、カッセル、フランクフルト、ブレーメン、デュッセルドルフ、ケルン、シュトゥットガルト、ヴュルツブルク、ニュルンベルク、ミュンヘン、更にスイスのバーゼルにまで及ぶ。

## 近距離交通網
- 近距離特別快速列車(Regional Express)
- ロストック路面電車(Rostocker Straßenbahn AG)
- ロストック都市高速電車(S-Bahn Rostock)